# Bernhard Recker
Bernhard Recker (* 18. Juni 1939 in Ahlen) ist ein deutscher Politiker (CDU). Er war vom 1. Juni 1995 bis 2012 Abgeordneter des Landtags von Nordrhein-Westfalen.

## Leben
Recker machte im Jahr 1961 das Abitur und absolvierte im Anschluss bis 1964 ein Studium der Fächer Geschichte, Politik, Deutsch, Sport und Religion an der Pädagogischen Hochschule Münster. Im Jahr 1964 bestand er die Erste Staatsprüfung und 1967 die Zweite Staatsprüfung für das Lehramt an Volksschulen. Von April 1964 bis April 1968 war er als Lehrer an der Ludgeri-Schule in Ahlen tätig und von April 1968 bis Juli 1983 war er Lehrer an der Overberg-Hauptschule in Ahlen. Von Juni 1983 bis Mai 1995 war er Schulleiter an der Marien-Grundschule in Ahlen.

## Politik
Recker ist seit 1974 Mitglied der CDU und war von 1987 bis 1992 stellvertretender Vorsitzender der CDU in Ahlen. Seit 1989 ist er stellvertretender Vorsitzender des CDU-Kreisverbandes Warendorf. Er gehört seit 1974 bis heute ununterbrochen dem Rat der Stadt Ahlen an, wo er seit 1993 Fraktionsvorsitzender ist. Von 1989 bis 1994 war er erster stellvertretender Bürgermeister der Stadt Ahlen. Er ist seit dem 1. Juni 1995 Abgeordneter des Landtags von Nordrhein-Westfalen, wo er seit 1997 schulpolitischer Sprecher der CDU ist. Seit Juni 2000 ist er auch stellvertretender Fraktionsvorsitzender der CDU-Landtagsfraktion in Nordrhein-Westfalen. Außerdem ist er ordentliches Mitglied im Sportausschuss des Landtages. Seit 1997 ist er Mitglied im Bundesfachausschuss der CDU für den Bildungsbereich und seit 2004 Sprecher und Koordinator der CDU aller Bundesländer im Bildungsbereich. Seit dem Dezember 1976 ist er Mitglied der CDA und seit Januar 1965 des Verbandes Bildung und Erziehung. 2012 wurde Recker nicht erneut als Landtagskandidat der CDU für die Landtagswahlen 2012 aufgestellt.

## Weblink
Bernhard Recker beim Landtag Nordrhein-Westfalen